# Mistrzostwa Europy w Koszykówce Mężczyzn 1965
Mistrzostwa Europy w koszykówce mężczyzn 1965 – XIV finały Mistrzostw Europy w koszykówce mężczyzn, które odbywały się od 30 maja do 10 czerwca we moskiewskiej hali na Łużnikach i hali w Tbilisi. Reprezentacja Polski zdobyła brązowy medal.

## Areny
| Moskwa                                        | Tbilisi                              |
| --------------------------------------------- | ------------------------------------ |
| Hala sportowa na Łużnikach pojemność: 15 tys. | Hala sportowa w Tbilisi poj. 11 tys. |
|                                               |                                      |

## Składy
1. ZSRR: Gennadi Volnov, Modestas Paulauskas, Jaak Lipso, Armenak Alachachian, Aleksander Travin, Aleksander Petrov, Zurab Sakandelidze, Viacheslav Khrinin, Visvaldis Eglitis, Nikolai Baglei, Nikolai Sushak, Amiran Skhiereli. (Trener: Aleksander Gomelski)
2. Polska: Mieczysław Łopatka, Bohdan Likszo, Andrzej Pstrokoński, Janusz Wichowski, Zbigniew Dregier, Kazimierz Frelkiewicz, Edward Grzywna, Wiesław Langiewicz, Czesław Malec, Stanisław Olejniczak, Andrzej Perka, Jerzy Piskun. (Trener: Witold Zagórski)
3. Jugosławia: Radivoj Korać, Ivo Daneu, Petar Skansi, Slobodan Gordić, Trajko Rajković, Josip Đerđa, Nemanja Đurić, Vital Eiselt, Miloš Bojović, Dragan Kovačić, Zvonko Petričević, Dragoslav Ražnatović. (Trener: Aleksandar Nikolić)
4. Włochy: Massimo Masini, Giambattista Cescutti, Ottorino Flaborea, Gabriele Vianello, Sauro Bufalini, Gianfranco Lombardi, Giusto Pellanera, Massimo Cosmelli, Franco Bertini, Guido Carlo Gatti, Sandro Spinetti. (Trener: Carmine Paratore)

## Klasyfikacja
| #  | Zespół         |
| -- | -------------- |
| 1  | ZSRR           |
| 2  | Jugosławia     |
| 3  | Polska         |
| 4  | Włochy         |
| 5  | Bułgaria       |
| 6  | Izrael         |
| 7  | Czechosłowacja |
| 8  | Grecja         |
| 9  | Francja        |
| 10 | NRD            |
| 11 | Hiszpania      |
| 12 | Finlandia      |
| 13 | Rumunia        |
| 14 | RFN            |
| 15 | Węgry          |
| 16 | Szwecja        |